# Papilio demolion
Papilio demolion là một loài bướm thuộc họ Bướm phượng (Papilionidae). 
Loài Papilio demolion được mô tả năm 1776 bởi Cramer. Loài bướm Papilio demolion sinh sống ở .

## Hình ảnh

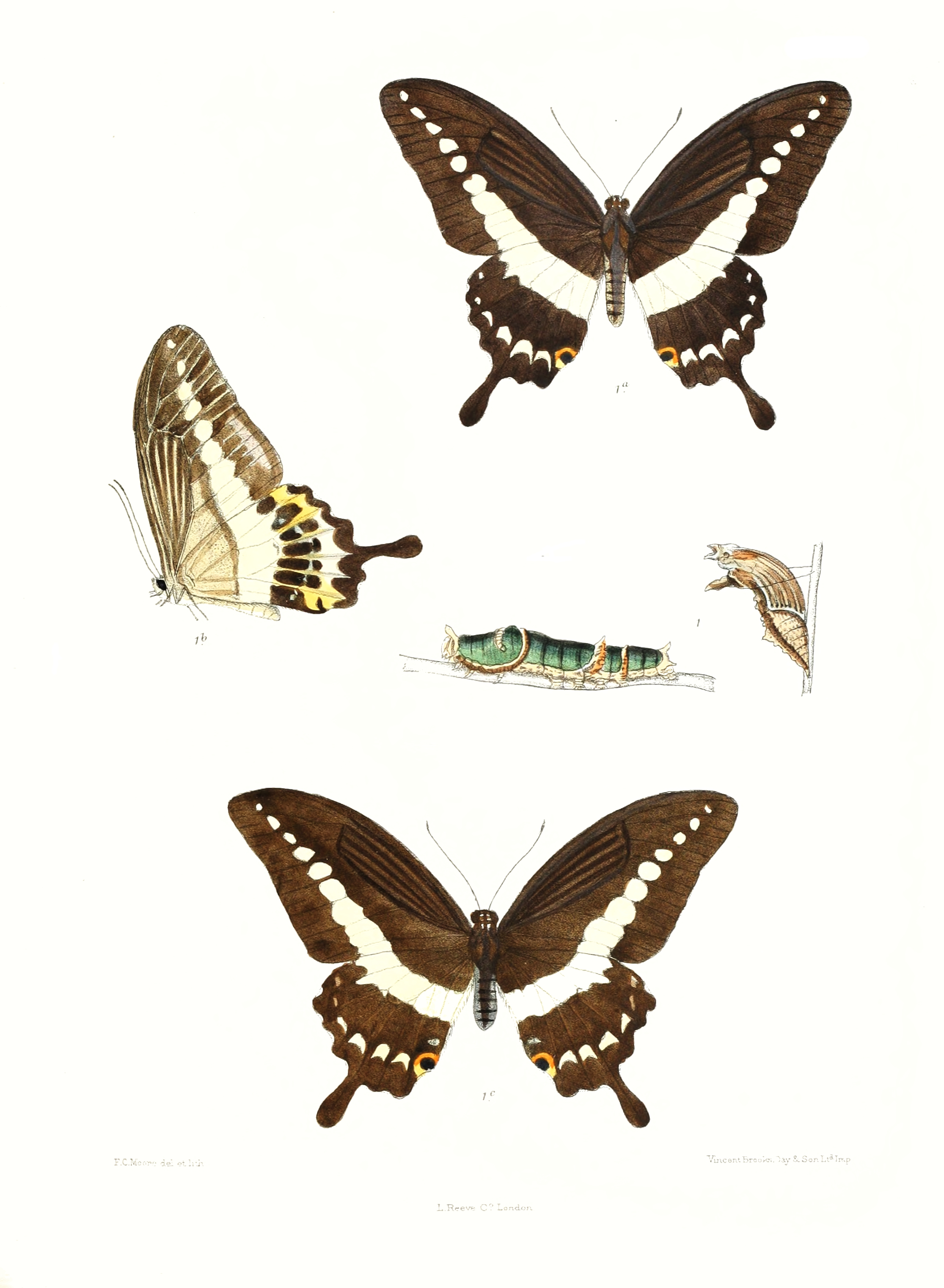
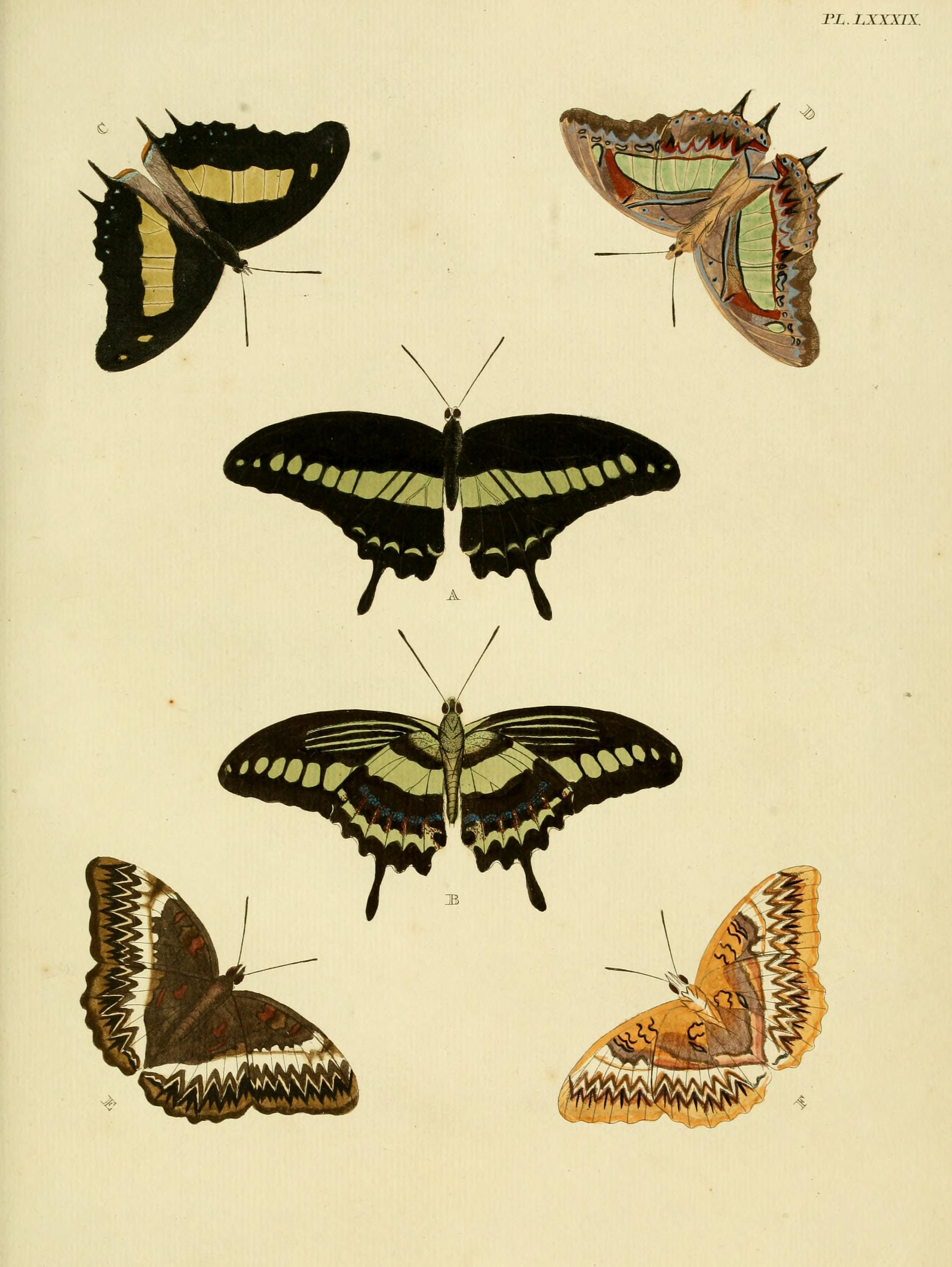
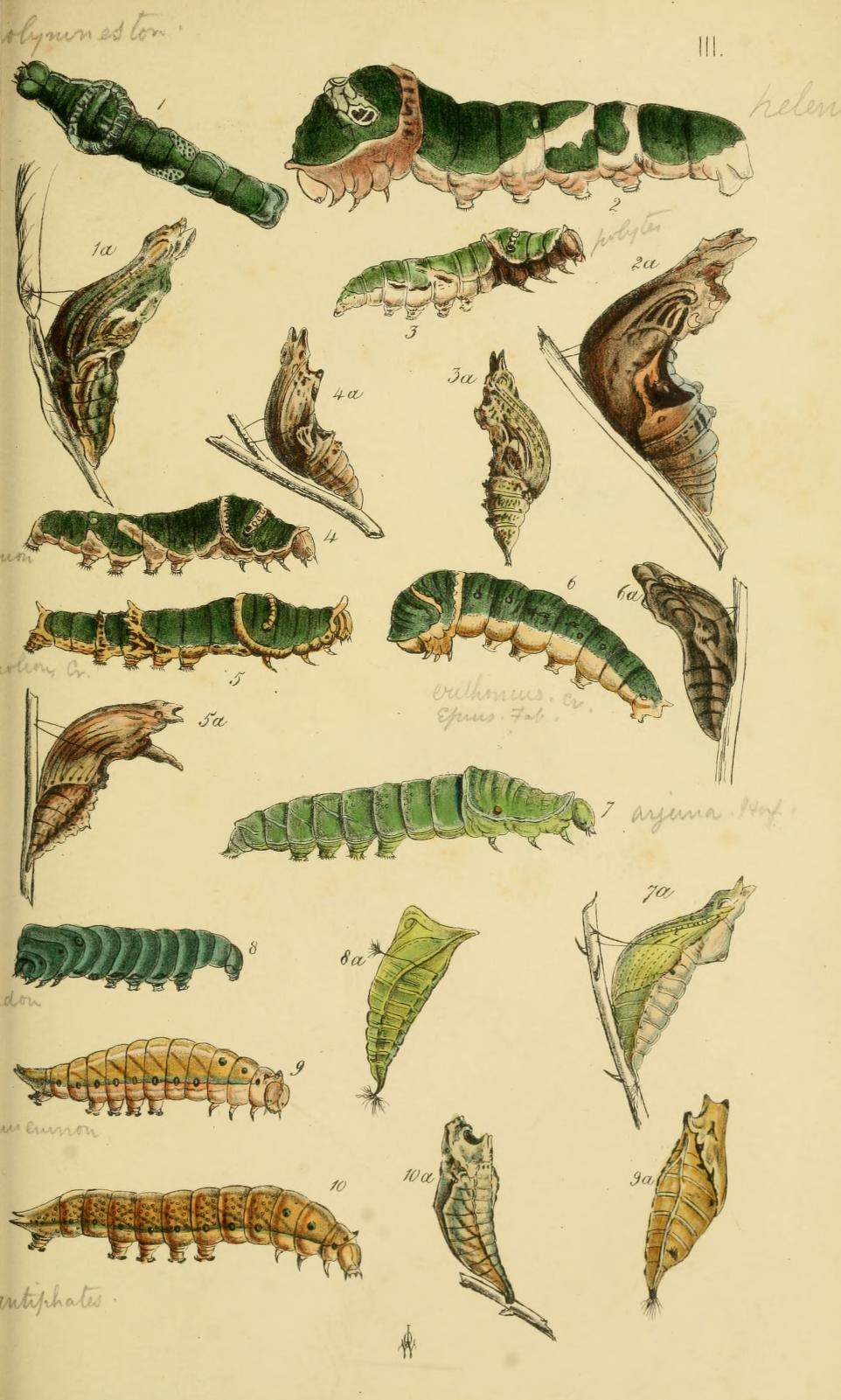
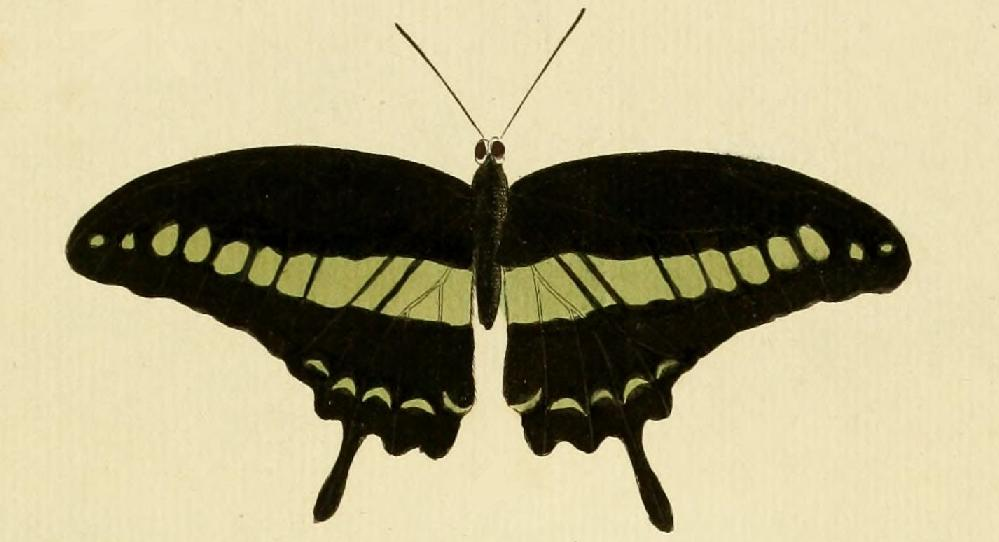